# Pueblo (población rural)
Pueblo (latín populus) es una población o comunidad rural; un 
poblado, localidad o entidad de población de menor tamaño que la ciudad y dedicada principalmente a actividades económicas propias del medio rural (el sector primario), ligadas a las características físicas y los recursos naturales de su entorno próximo (agrícola, ganadero, forestal, pesquero o a veces minero); aunque en la actualidad han aumentado mucho las actividades terciarias, y en algunos casos el turismo rural.

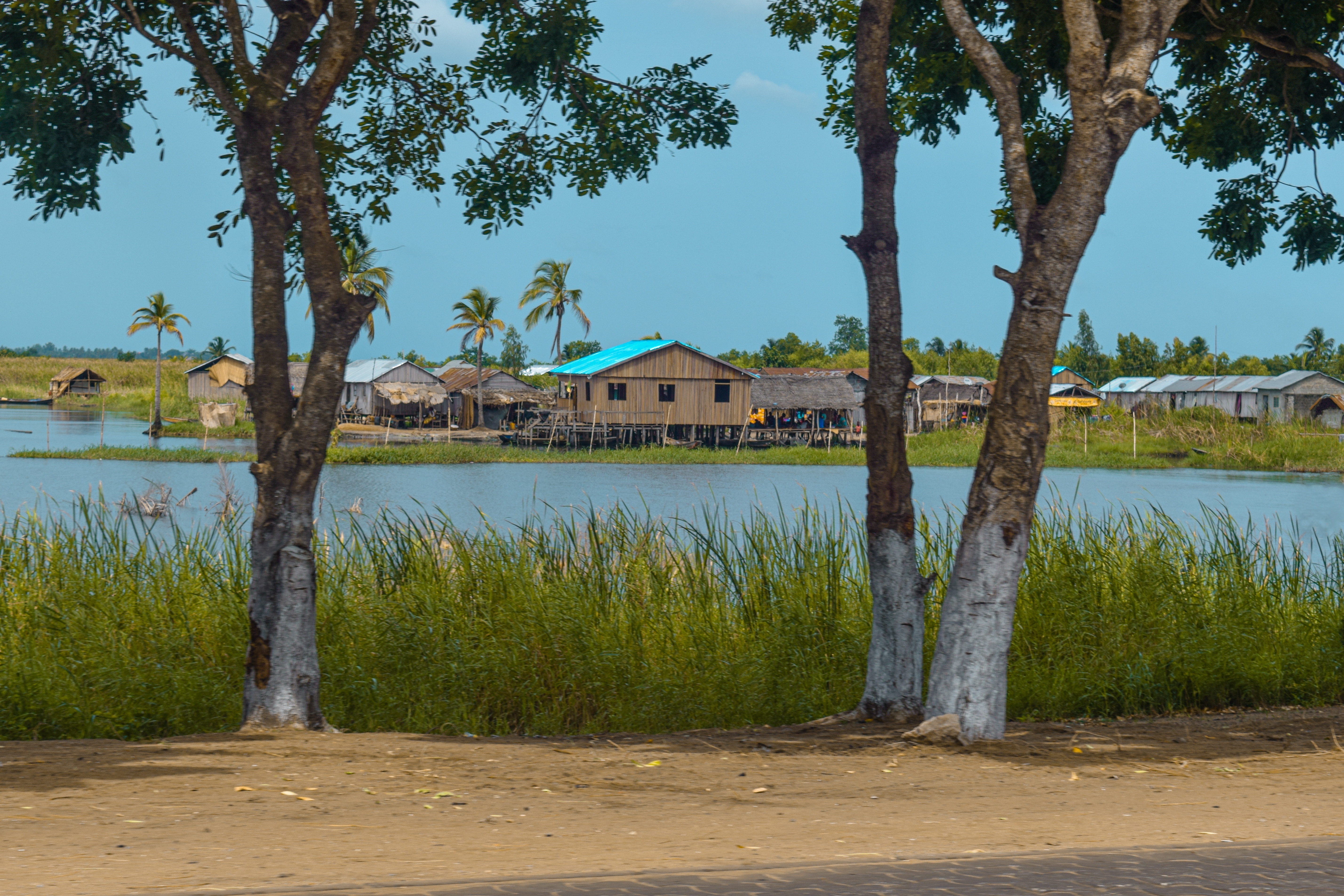
Pueblo (población rural)

Se distingue de asentamientos menores (aldeas, lugares, cortijadas, etc.) no solo por el tamaño, sino por tener jurisdicción propia; habitualmente, el municipio, aunque hay municipios con varios núcleos de población que se consideran pueblos diferenciados: (pedanías, parroquias, etc.). Condición intermedia entre pueblo y ciudad tiene el concepto de villa ("población que tiene algunos privilegios con que se distingue de las aldeas y lugares").
La rusticidad como condición de los pueblos y sus habitantes ("pueblerinos", "campesinos" o despectivamente, "paletos") frente a la "urbanidad" o condición de las ciudades y los suyos ("ciudadanos", "urbanos", "urbanitas"), ha sido un tópico cultural y literario desde antiguo, y la diferenciación de las características objetivas y subjetivas de pueblos y ciudades ha sido tratada por diferentes ciencias sociales.
El éxodo rural consiguiente a las revoluciones industrial y urbana despobló muchos pueblos, quedando algunos como pueblos abandonados. La recuperación de la vida rural con otros supuestos sociológicos es característica del movimiento neorruralista.

## Geografía y antropología

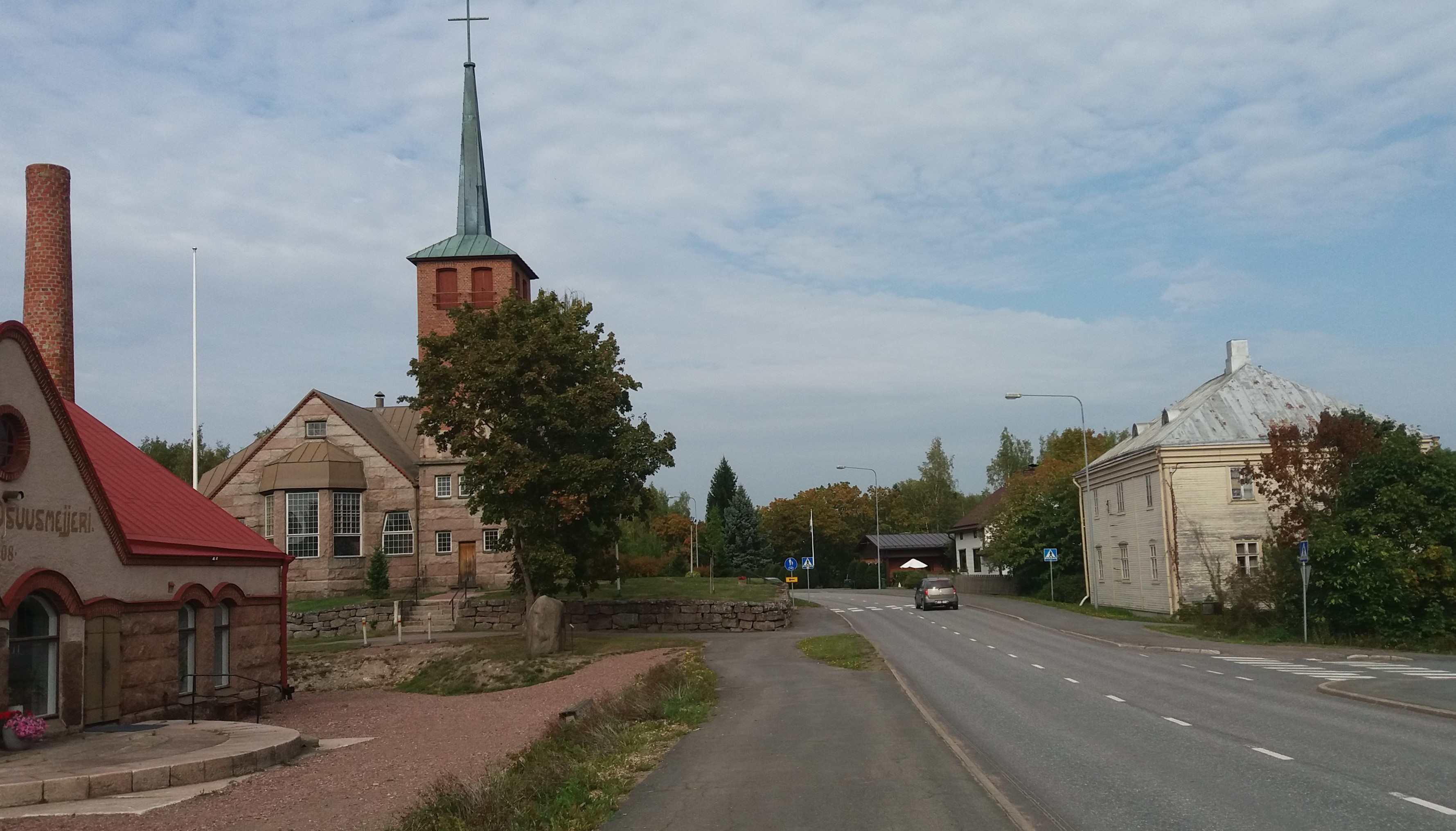
Panelia, un pueblo en Eura, Finlandia.

Los núcleos de población se clasifican en urbanos (ciudades) o rurales (pueblos) en función de rasgos objetivos o subjetivos.
Entre los rasgos objetivos que determinan la calificación de núcleo rural está en primer lugar la población. El número de habitantes que se considera límite entre los núcleos rurales y urbanos varía según cada país (entre 1000 y 20.000 habitantes) El Instituto Nacional de Estadística español considera rurales las entidades singulares de población de menos de 2000 habitantes, urbanas las de más de 10 000 e intermedias las que se hallan entre una y otra cantidad (en la mitad sur de la península ibérica -al igual que en el Mezzogiorno italiano- son habituales las agrociudades con decenas de miles de habitantes, y en la mitad norte localidades de importancia -incluso con el "título de ciudad", funciones administrativas como el partido judicial o la capitalidad de amplias comarcas- pero con muy escasa población); en Alemania reciben la denominación de landstadt ("ciudad de campo") o zwergstadt ("ciudad enana") las ciudades de menos de 5000 habitantes. Las dos localidades con menos habitantes de las que tienen en el Reino Unido la condición de ciudad (city) son Saint David's (1.797 hb.) y Saint Asaph (3.491 hb.), ambas en Gales, mientras que la tercera, paradójicamente, es la City de Londres (7.185 hb.), el distrito financiero de Londres, que conserva su jurisdicción particular. Adamstown (Islas Pitcairn), con 48 habitantes, sería la ciudad-capital menos poblada del mundo.
Otro rasgo objetivo es la función principal, que, aparte de la residencial, debería teóricamente ser la ocupación en el sector primario, aunque este hecho ha dejado de ser común en buena parte de los núcleos rurales, que se han industrializado y terciarizado.
Entre los rasgos subjetivos están los referidos al modo de vida rural en contraposición al urbano, más difíciles de cuantificar y que tienen que ver más bien con pervivencias de la sociedad preindustrial que han quedado muy difuminados en la sociedad postindustrial, produciéndose incluso una inversión del tradicional éxodo rural para las actividades sujetas a la deslocalización y al teletrabajo. No obstante, aparte de cuestiones antropológicas, morales o incluso espirituales de difícil cuantificación (conservadurismo social, endogamia), otros rasgos sí son cuantificables: la altura de los edificios, la densidad de utilización la red de transporte, el tipo y rango de servicios ofrecidos a la población, etc.

## Tratamiento literario

### Idealización bucólica
La valoración de la vida en los pueblos frente a la vida en las ciudades, desde un punto de vista elitista y puramente intelectual, sin efectos prácticos, es un tópico literario (vida sencilla) que puede remontarse a la literatura latina clásica (Anacreónticas, Beatus Ille, Bucólicas) y que se recupera en el Renacimiento (Arcadia de Sannazaro, que inicia la novela pastoril, Menosprecio de Corte y Alabanza de Aldea, de Antonio de Guevara, Oda a la vida retirada de Fray Luis de León -ya en el siglo XVII, El villano en su rincón de Lope de Vega, o las referencias paródicas que hace Cervantes en El Quijote-). Desde el siglo XIX, el Romanticismo y el costumbrismo se interesaron de una manera más profunda por el folclore, o sea, por la parte de la cultura popular que se presenta de forma más pura o genuina en los pueblos, y más cuanto más atrasados económicamente o desconectados del entorno urbano. León Tolstói intentó convertir Yásnaia Poliana en una comunidad utópica, donde los valores rurales tradicionales rusos se conjugaran con la pedagogía progresista.
El realismo mágico de Gabriel García Márquez se desarrolla en una comunidad rural imaginaria (Macondo). Entornos similares crearon William Faulkner (Yoknapatawpha) o Juan Benet (Región).

### Desprecio al rústico

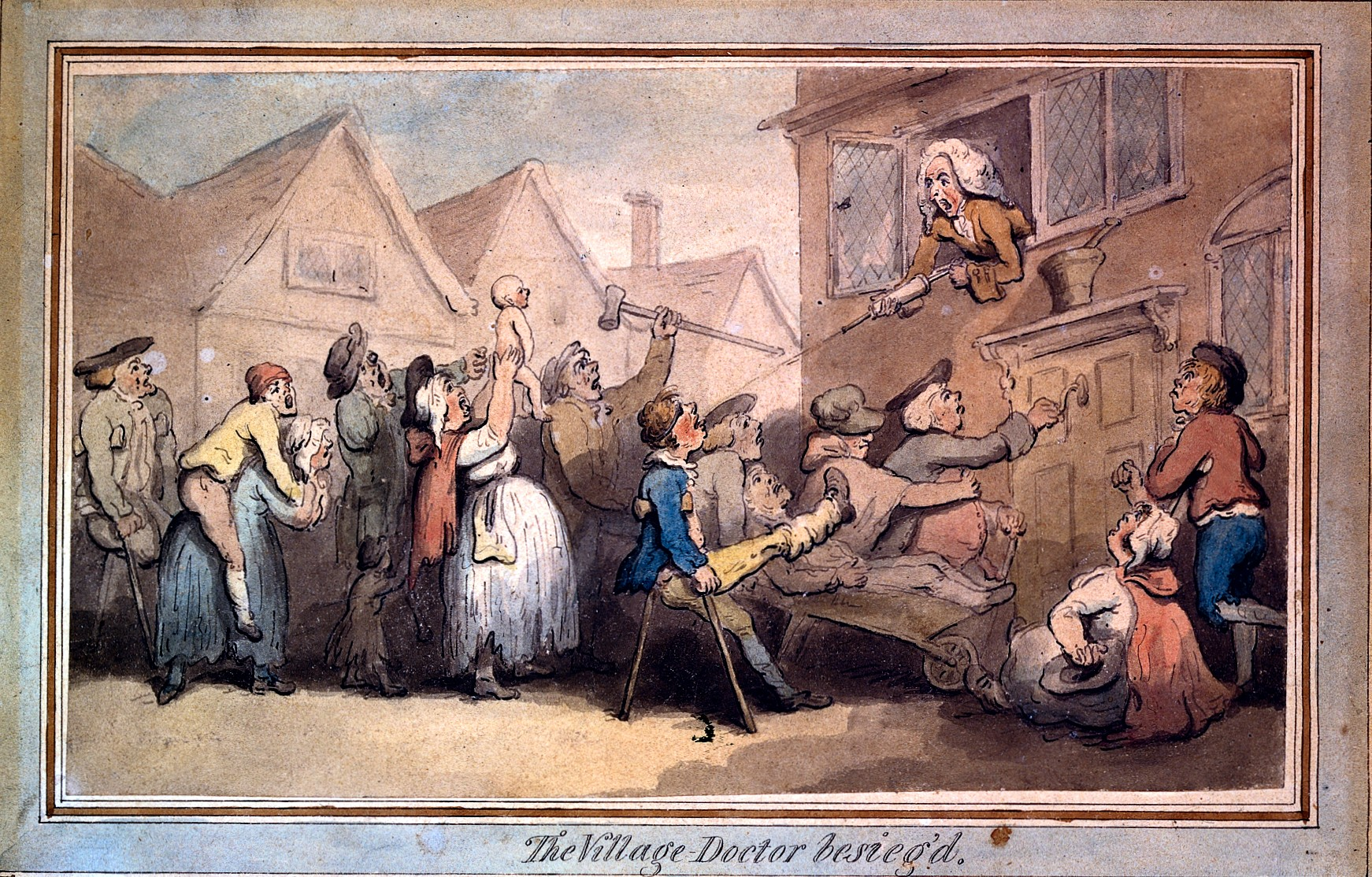
Motín de aldeanos ante la casa del doctor, de Thomas Rowlandson (finales del XVIII)

La valoración contraria tiene también lejanos ejemplos, como el desprecio con el que eran considerados los campesinos (y el temor a sus revueltas) en una adición a la liturgia eclesiástica medieval: A furia rusticorum libera nos, Domine. Las sátiras contra el rústico eran manifestaciones de la mezcla de desprecio y desconfianza con que clérigos y nobles veían al siervo, reducido a un monstruo deforme, ignorante y violento, capaz de las mayores atrocidades, sobre todo cuando se agrupaba. La misma expresión rústico, que significa habitante del campo, o de un pueblo, era equivalente a persona inculta y brutal (como más modernamente la expresión paleto, que se utiliza como insulto), o incluso a las cosas bastas y menos valiosas (por ejemplo, la edición en rústica de un libro). La identificación del villano (habitante de una villa) con una persona sin honor, tiene el mismo sentido. De hecho, no se concibe en el sistema feudal que un no privilegiado pueda tener honor, como se debate en dos obras maestras del teatro clásico español, ambientadas en sendos pueblos que se rebelan ante una injusticia: El Alcalde de Zalamea (Calderón de la Barca) y Fuenteovejuna (Lope de Vega).

### Denuncia del atraso rural

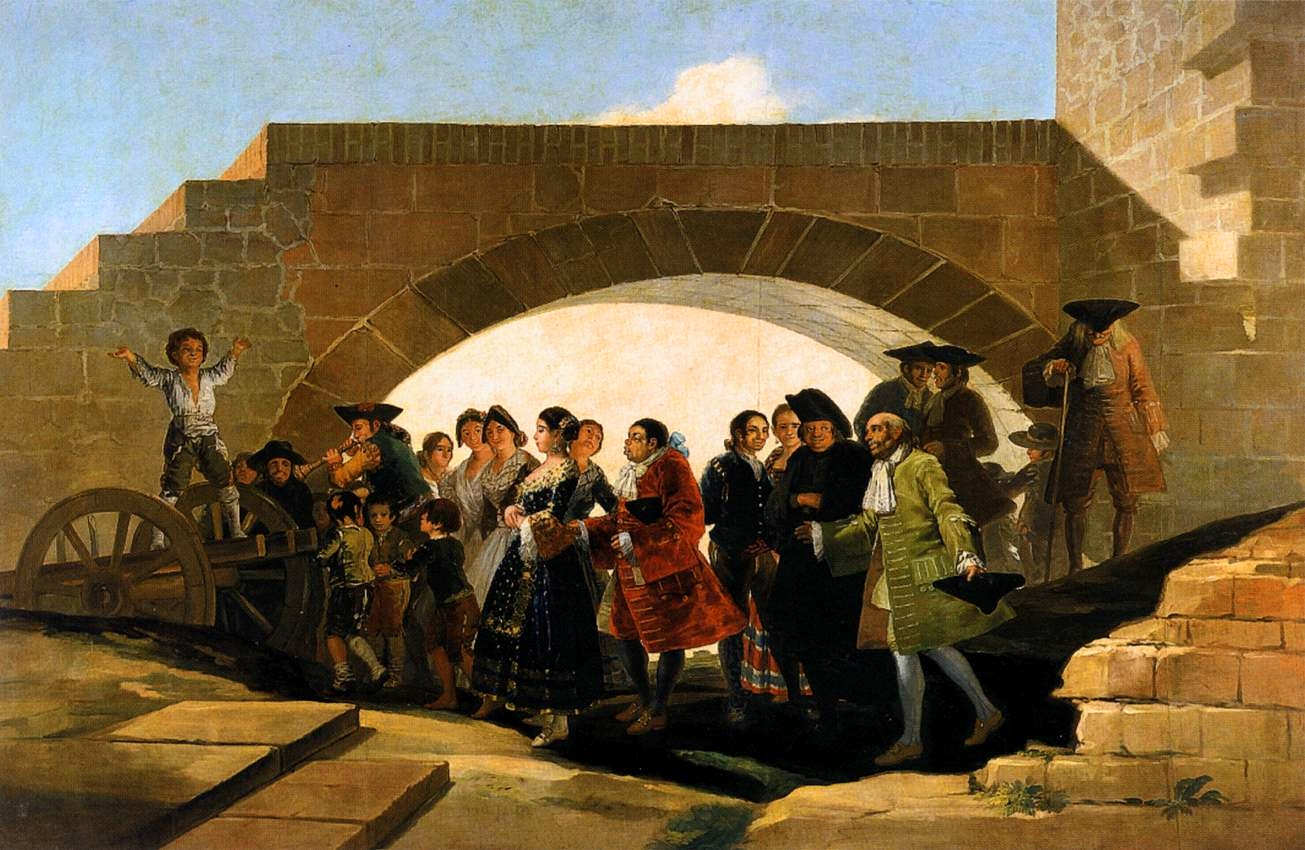
La boda, de Francisco de Goya, 1792, cartón para tapiz encargado para la decoración del despacho de Carlos IV entre otros "asumptos de cosas campestres y jocosas".

La denuncia de los regeneracionistas a la situación de los pueblos sujetos al caciquismo y el atraso de la España de finales del siglo XIX y comienzos del siglo XX, se ve en la frase hecha: el que se instala en un pueblo se embrutece, se envilece y se empobrece.  Lo mismo ocurre con el clima opresivo y decadente de los pueblos de principios de siglo XX que describieron los autores de la generación del 98 en novelas como El árbol de la ciencia de Pío Baroja o en poesías como La tierra de Álvar González de Antonio Machado (en Campos de Castilla). La película de Luis Buñuel Las Hurdes, tierra sin pan (1932) refleja una de las comarcas de atraso más tópico, diez años después de la visita de Alfonso XIII con el doctor Gregorio Marañón y el hispanista Maurice Legendre. El tremendismo de Camilo José Cela en la posguerra produjo Viaje a la Alcarria (1948) o La familia de Pascual Duarte (novela, 1942).
Más recientemente, a finales del franquismo Joan Manuel Serrat utiliza esos mismos tópicos de lo que se ha venido a denominar España profunda, ya despoblada y envejecida por la emigración, en su canción Pueblo Blanco.
La denuncia social está presente en las obras de Miguel Delibes, muchas de ellas llevadas al cine (Las ratas, Los santos inocentes, El disputado voto del Sr. Cayo); en esta última se trata el tema del envejecimiento y la despoblación rural.

## Pueblos de colores
En la geografía rural de España se distinguen, por los materiales de construcción empleados en la arquitectura rural tradicional, y que suelen coincidir con el entorno geológico, comarcas enteras con "pueblos blancos" (paredes encaladas), "pueblos negros" (pizarra), "pueblos rojos" (arcilla y minerales ferruginosos) y "pueblos amarillos" (por la cuarcita), entre otras denominaciones, como las debidas al entorno natural o agrícola ("pueblos verdes" rodeados de prados, bosques -"monte"-, dehesas, de "mares de olivos", o de huertas -"mares de esmeralda" para Vicente Blasco Ibáñez-), o de sembrados, barbechos y viñedos cuyos colores cambian con la estación.

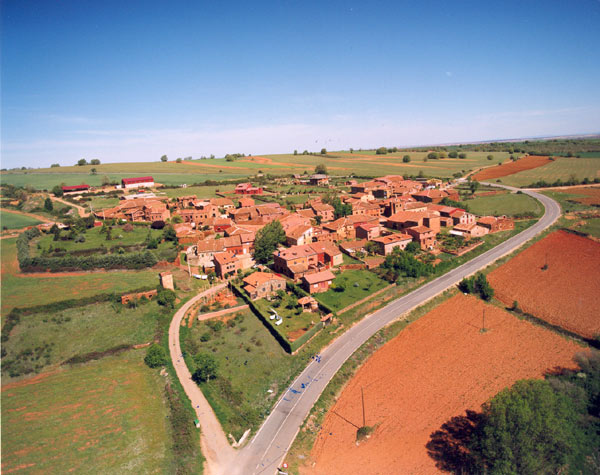
Villacorta, uno de los llamados "pueblos rojos" del sureste de la provincia de Segovia.
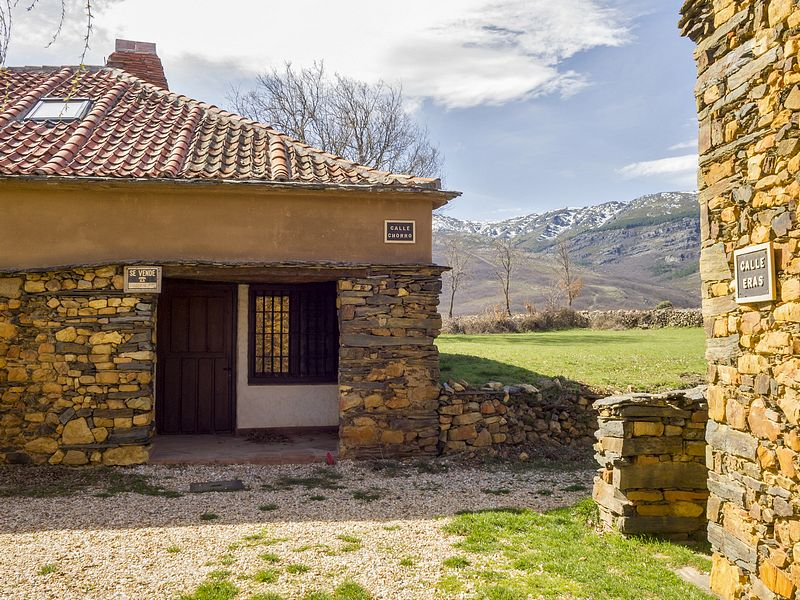
Martín Muñoz de Ayllón, uno de los llamados "pueblos amarillos" del sureste de la provincia de Segovia.
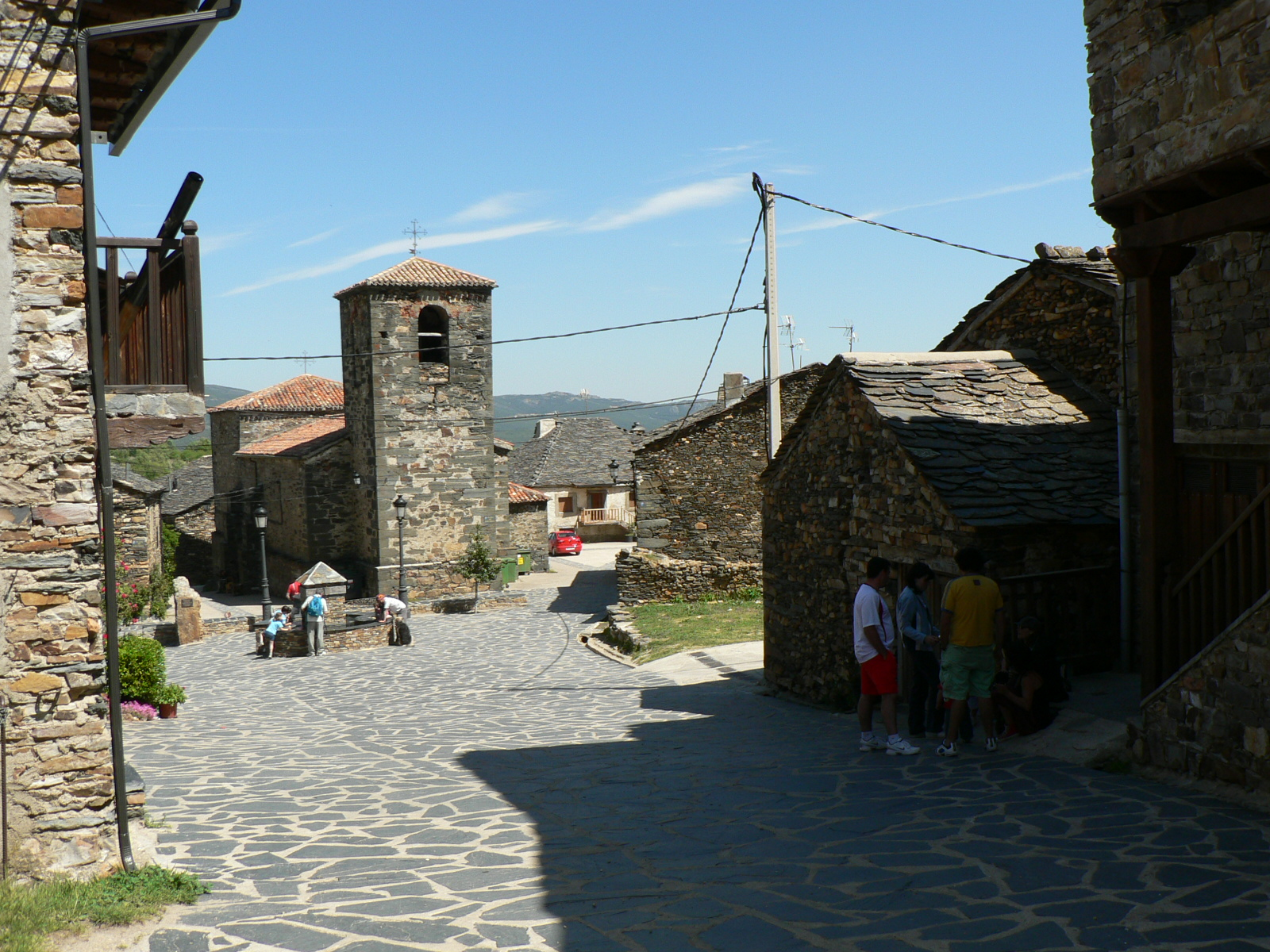
Valverde de los Arroyos, uno de los llamados "pueblos negros" del noroeste de la provincia de Guadalajara.
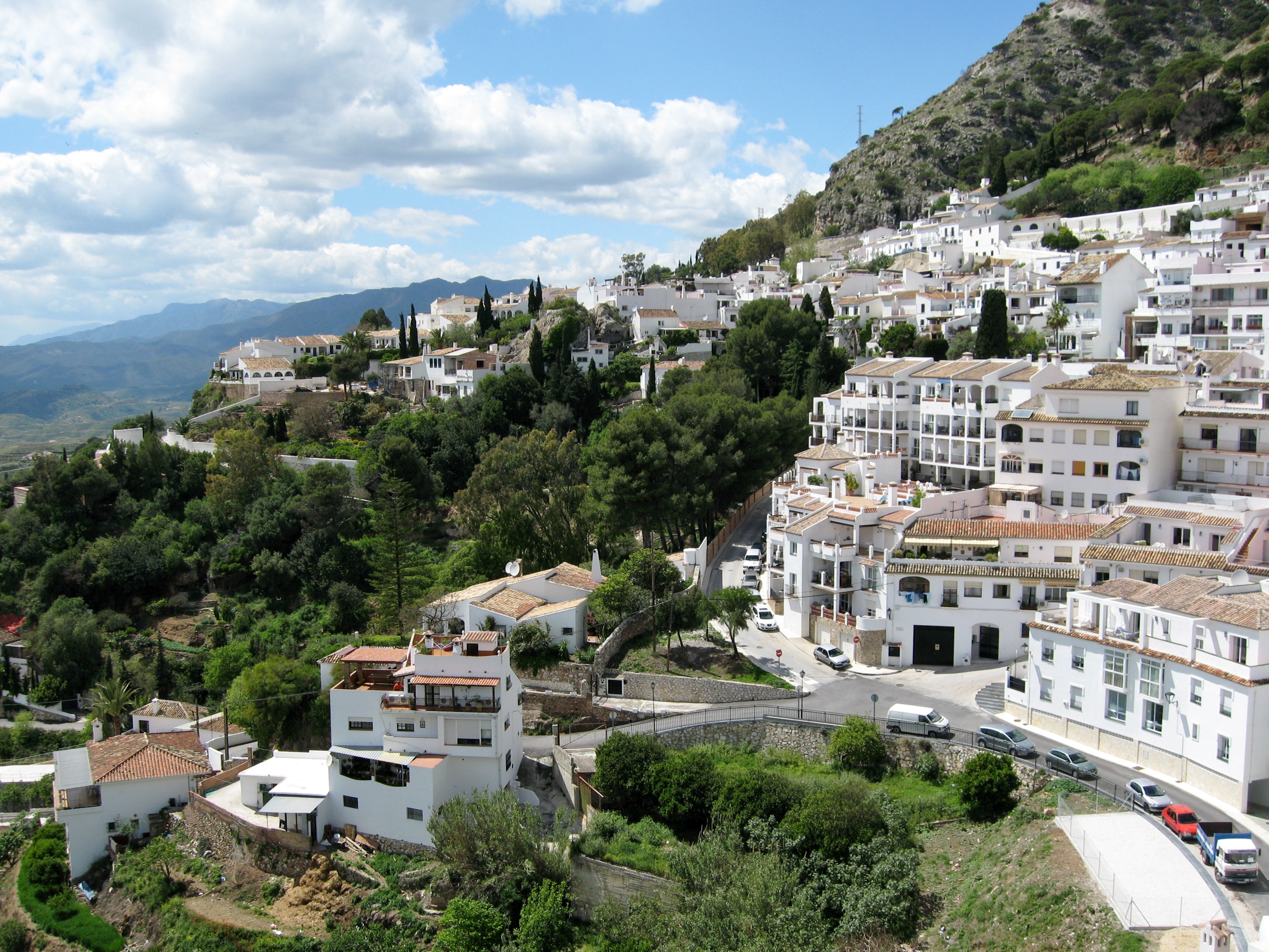
Mijas, uno de los llamados "pueblos blancos" de Andalucía; ahora con una fuerte dedicación turística.
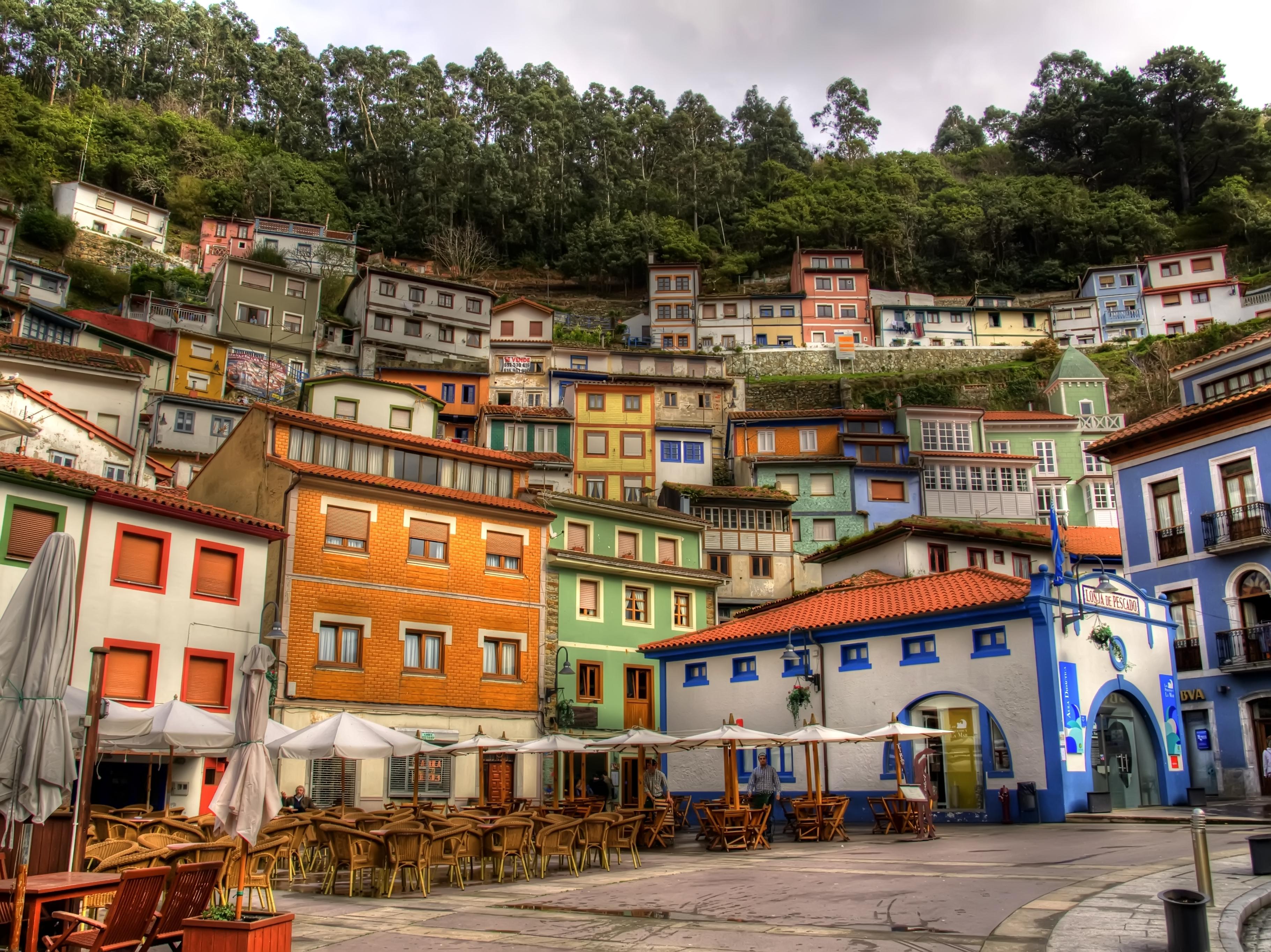
Cudillero, un "pueblo de colores" pesquero asturiano.
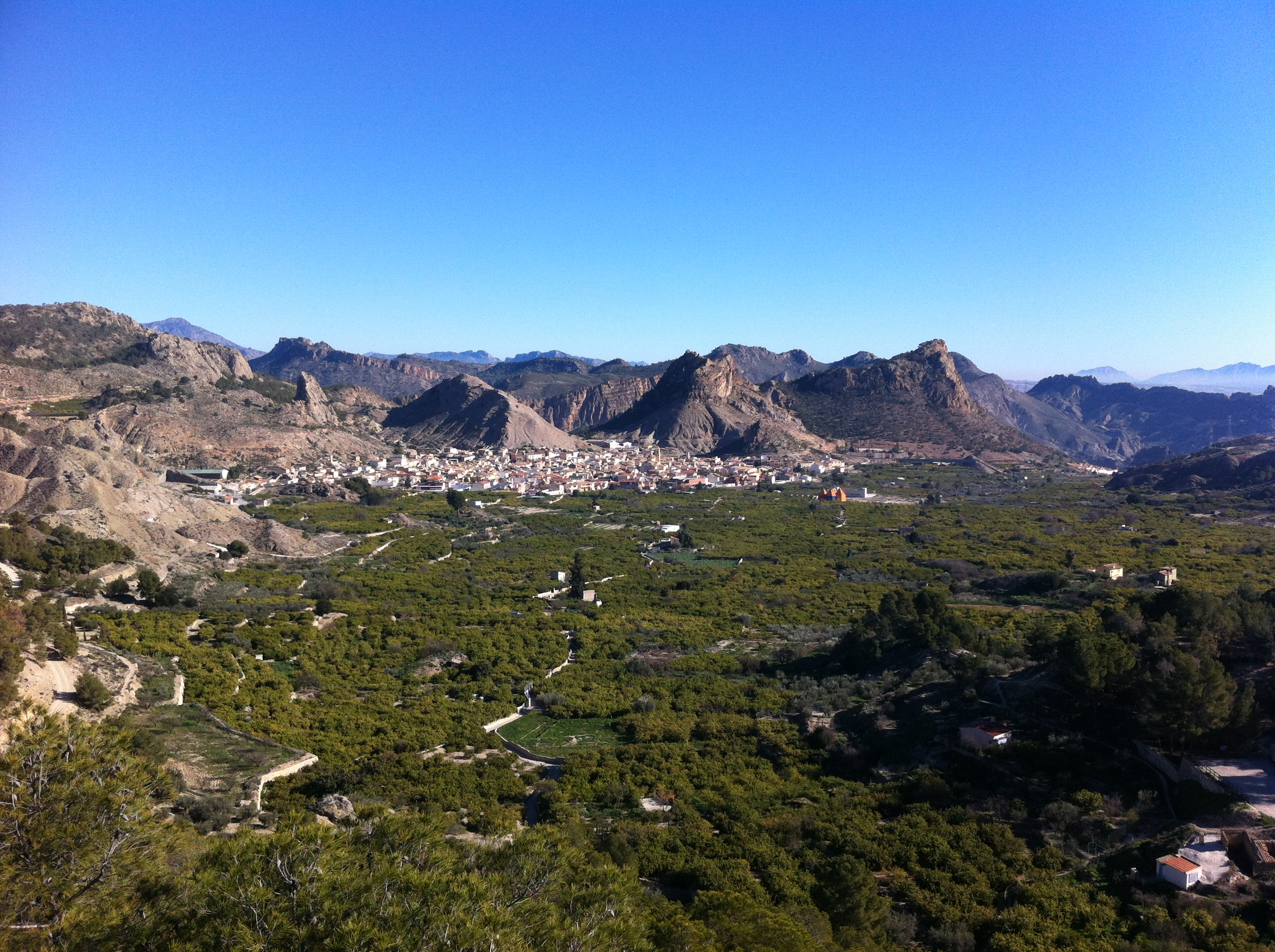
Ricote (Región de Murcia), un pueblo blanco entre el verde de la huerta (Valle de Ricote) y el gris de la sierra (Sierra de Ricote y la Navela).